# Tuberculose surrénalienne
 Mise en garde médicale
La tuberculose des glandes surrénales est une localisation extra-thoracique (en dehors de la cage thoracique) de la maladie tuberculeuse. C'était autrefois la première cause d'insuffisance surrénalienne lente ou chronique dite maladie d'Addison. 

## Historique
Hippocrate distinguait une forme de phtisie avec coloration noire de la peau et extrême faiblesse, ce qui peut être observé lors de tuberculose surrénalienne.
La maladie est décrite précisément par Thomas Addison en 1855, sous le nom de « maladie à peau bronzée » qu'il rapporte à une destruction des capsules ou cortex des surrénales (corticosurrénale), entraînant une insuffisance surrénale lente. Jusque vers les années 1950, la maladie d'Addison était liée, dans plus de 90% des cas, à une maladie tuberculeuse latente ou méconnue.
Dans la deuxième moitié du XXe siècle, la part de la tuberculose dans cette pathologie décroit fortement dans les pays développés. Au début du XXIe siècle, elle ne représente plus que 7 à 20% des cas d'insuffisances surrénales périphériques (atteinte de la corticosurrénale), la cause la plus fréquente étant l'insuffisance surrénale auto-immune (70 à 90% des cas).
La tuberculose des surrénales est plutôt rare comme forme de tuberculose, mais elle doit être évoquée chez les patients immunodéprimés (ou à risque d'évolution vers une immunodépression) et chez les immigrés des pays du tiers-monde.

## Pathogénie
À partir d'une contamination pulmonaire, les bacilles tuberculeux peuvent se disséminer par voie lymphatique ou sanguine, notamment par des macrophages infectés, vers des localisations extra-thoraciques. Le plus souvent, la localisation surrénalienne se fait à partir d'un foyer actif, en règle uro-génital, cliniquement évident ou non. L'atteinte doit être bilatérale pour entrainer un déficit,.
L'atteinte initiale des surrénales se traduit par une infiltration inflammatoire réalisant des granulomes, avec augmentation de volume des surrénales. Puis le tissu des surrénales dégénère pour former des nodules caséeux (nécrose caséeuse) et de la fibrose. Dans un second temps les glandes surrénales s'atrophient avec parfois des calcifications.

## Manifestations
La tuberculose surrénalienne peut survenir en moyenne dix ans après une infection tuberculeuse et restée latente. C'est souvent une séquelle calcifiée d'une tuberculose ancienne guérie.
Les manifestations apparaissent lorsque plus de 90% des glandes surrénales sont détruites. Ce sont celles d'une maladie d'Addison (insuffisance surrénale lente, périphérique par atteinte de la corticosurrénale).
Dans le cadre d'une infection par le VIH, l'atteinte peut être due à des mycobactéries atypiques, autres que Mycobacterium tuberculosis (agent de la tuberculose), comme Mycobacterium avium. 
Le scanner peut montrer une augmentation initiale du volume des surrénales. L'atteinte est bilatérale, elle évolue vers une atrophie, avec des calcifications (visibles sur une radiographie simple de l'abdomen).
Il faut rechercher l'éventuelle présence d'une tuberculose encore active.

## Traitement
Le traitement principal est un traitement substitutif en glucocorticoïdes, qui doit être poursuivi à vie.
Le traitement antituberculeux est susceptible de préserver la capacité des parties encore fonctionnelles de la surrénale, s'il est commencé suffisamment tôt (avant qu'une trop grande partie des surrénales soit détruite).
Le patient doit être informé et éduqué des mesures à prendre pour éviter une insuffisance surrénale aiguë.